# لورين أندرسون (راقصة باليه)
لورين أندرسون (بالإنجليزية: Lauren Anderson)‏ هي راقصة باليه أمريكية، ولدت في 19 فبراير 1965 في هيوستن في الولايات المتحدة.